# Stejnopohlavní manželství na Novém Zélandu
Stejnopohlavní manželství je na Novém Zélandu legální od 19. srpna 2013. Návrh příslušného zákona přijala Sněmovna reprezentantů 17. dubna 2013. Pro hlasovalo 77 poslanců, proti 44. Královský souhlas obdržel 19. dubna a účinným se stal 19. srpna. Během legisvakanční lhůty musel novozélandský resort vnitra přijmout nezbytné změny týkající se manželských licencí a dalších dokumentů. Nový Zéland se tak stal první oceánskou a patnáctou světovou zemí, která otevřela institut manželství homosexuálním párům. V rámci jižní polokoule byl čtvrtý.
Registrované partnerství mohou uzavírat jak homosexuální, tak i heterosexuální páry. Parlament Nového Zélandu je oprávněn měnit manželskou legislativu pouze v rámci svého území, včetně Rossovy dependence (Antarktida). Zbylá tři teritoria tvořící Novozélandské království Cookovy ostrovy, Niue a Tokelau neuznávají stejnopohlavní manželství, ani registrované partnerství. 

## Registrované partnerství
Zákon o registrovaném partnerství (maorsky: honoga ā-ture) je na Novém Zélandu účinný od 26. dubna 2005. Vstupovat do něj mohou všechny páry bez ohledu na pohlaví. Páry žijící v registrovaném partnerství disponují některými právy a povinnostmi vyplývajícími z manželství, včetně imigrace, statusu blízké osoby, sociálních benefitů, společného majetku a dalších.

## Historie

### Quilter proti Generálnímu prokurátorovi
Případ Quilter vs. Generální prokurátor pochází z počátku roku 1996, kdy novozélandské úřady odmítly vydat třeme lesbickým párům žijícím v trvalých svazcích manželské licence s odvoláním se na jeho definici v anglosaském právu coby svazku muže a ženy. Případem si v květnu 1996 vzal na starost Nejvyšší soud Nového Zélandu. Žalující argumentovaly zákonem o manželství z roku 1955 (Marriage Act 1955), který stejnopohlavní manželství nezakazoval, a novozélandské zákony o lidských právech a občanských svobodách zakazujících diskriminaci na základě sexuální orientace.
Obě strany se shodly, že když byl v 50. letech přijímán zákon o manželství nikdo nepochyboval o jeho jiné definici než jako svazku muže a ženy, což byl ostatně důvod, proč přímo nezakazoval stejnopohlavní manželství. Žalobkyně se proto opíraly o zákon o lidských právech (Human Rights Act 1993) zakazující diskriminaci jiných sexuálních orientací a sekce 6 a 19 zákona o občanských právech (Bill of Rights Act). Novozélandská vláda se odvolávala na sekci 5 zákona o občanských právech o legitimních omezeních, která v zájmu ochrany svobodné a demokratické společnosti připouští jistá oprávněná omezování a jiná zacházení. Na základě tohoto rozhodl novozélandský nejvyšší soud ve prospěch novozélandské vlády a potvrdil definici manželství podle anglosaského práva jako svazku jednoho muže a jedné ženy.
Žalobkyně rozhodnutí Nejvyššího soudu napadly u Odvolacího soudu Nového Zélandu (Court of Appeal of New Zealand) v prosinci 1997. Ten ale potvrdil verdikt soudu nižší instance.

### Juliet Joslinová a další proti Novému Zélandu
30. listopadu 1998 se dva páry, které se už předtím angažovaly v kauze Quilter vs. Generální prokurátor, rozhodly podat na Nový Zéland stížnost u Rady OSN pro lidská práva s odůvodněním, že Nový Zéland zákazem stejnopohlavního manželství porušuje jejich lidská práva garantovaná Mezinárodním paktem o občanských a politických právech. 17. července 2002 byla jejich žádost zamítnutá.

### Volby 2005
Během voleb do Poslanecké sněmovny Nového Zélandu se novozélandská premiérka Helen Clarková nechala slyšet, že považuje za diskriminační zakazovat homosexuálním párům vstup do manželství, ale že na tom nezamýšlí nic měnit.

### Novela zákona o manželství (2005)
V r. 2005 novozélandský centristický poslanec Gordon Copeland (United Future) spolupodepsal návrh novely zákona o manželství, který by jej jasně definoval jako svazek muže a ženy, a který by v souladu s tím novelizoval i dosavadní zákon o občanských právech, respektive jeho část týkající se rodiny. Proti se postavila řadu kritiků, včetně generálního prokurátora Michaela Cullena, podle jehož názoru se jednalo o útok na princip zákona o občanských právech. Součástí návrhu nové legislativy by byl i přímý zákaz uznávání zahraničních homosexuálních sňatků ze strany Nového Zélandu. Někteří právní experti varovali, že návrh novely zákona je v rozporu se sekcí 7 zákona o občanských právech zakazující homofobní diskriminaci.
Návrh zákona byl zamítnut ihned po skončení prvního čtení 7. prosince 2005. Pro hlasovalo 47 poslanců, proti 73.

### Novela zákona o manželství 2013
14. května 2012 slíbila novozélandská labouristická poslankyně Lousie Wallová, že je připravená navrhnout zákon, který by umožnil homosexuálním párům uzavřít manželství. 30. května 2012 jej prezentovala na poslaneckém klubu.  29. srpna 2012 a 13. března 2013 byl návrh zákona o stejnopopohlavním manželství přijat v prvním a druhém čtení. 17. dubna 2013 byl zákon přijat ve finálním hlasování. Pro hlasovalo 77 poslanců, proti 44. Podporovatelé změny výsledek hlasování na galerii pro hosty uvítali, tleskali a zpívali maorskou tradiční píseň "Pokarekare Ana". Připojila se k nim i část poslanců. Konzervativní lobbistická skupina Rodina na prvním místě (Family First) řekla, že takové chování považuje za arogantní projev kulturního vandalismu. 19. dubna získal nový zákon souhlas královny Alžběty II. prostřednictvím generálního guvernéra Jerryho Mateparaeho. Účinným se stal 19. srpna 2013.
Novela zákona o manželství z roku 2013 změnila dosavadní právní úpravu manželství z roku 1955 (maorsky: Te Ture Mārenatanga 1955) tak, aby sňatek mohly uzavírat i homosexuální páry. Nová zákonná definice manželství zní: „Manželstvím se myslí svazek dvou lidí bez ohledu na pohlaví, sexuální orientaci a genderovou identitu“. Předtím žádný zákon jednoznačně definující manželství neexistoval.
V prosinci 2016 se uskutečnila první tisková konference s novým novozélandským premiérem Billem Englishem a předsedou Novozélandské národní strany, který oznámil, že podporuje stejnopohlavní manželství, a že by hlasoval pro něj. „Dnes bych pravděpodobně hlasoval o stejnopohlavním manželství jinak. Nemyslím si, že by ohrožovalo manželství jiných lidí,“ řekl English. English hlasoval dříve proti stejnopohlavnímu manželství i registrovanému partnerství, a pak změnil názor.
Současná novozélandská premiérka Jacinda Ardernová podporuje stejnopohlavní manželství.